# Ernest Hodkin
Ernest Hodkin (1890 – 1967) là một cầu thủ bóng đá người Anh thi đấu cho Sunderland và Stoke.

## Sự nghiệp
Hodkin sinh ra ở Alfreton và từng thi đấu cho đội bóng nơi làm việc của ông là Clay Cross Works và Mansfield Mechanics trước khi gia nhập Sunderland năm 1910. Ông thi đấu 2 trận cho "Black Cats" ở mùa giải 1910–11 và vào cuối mùa giải rời để đến câu lạc bộ Stoke của Southern League. Ông thi đấu 5 trận ở 1911–12 và ghi 1 bàn vào lưới Northampton Town và thi đấu 24 trận ở mùa giải 1912–13 bị xuống hạng của đội. Sau đó ông tiếp tục thi đấu cho Billingham, Shirehook và Mansfield Mechanics.

## Thống kê sự nghiệp
Nguồn:
| Câu lạc bộ          | Mùa giải            | Giải vô địch                 | Giải vô địch | Giải vô địch | Cúp FA | Cúp FA | Tổng | Tổng |
| Câu lạc bộ          | Mùa giải            | Hạng đấu                     | Trận         | Bàn          | Trận   | Bàn    | Trận | Bàn  |
| ------------------- | ------------------- | ---------------------------- | ------------ | ------------ | ------ | ------ | ---- | ---- |
| Sunderland          | 1910–11             | First Division               | 2            | 0            | 0      | 0      | 2    | 0    |
| Stoke               | 1911–12             | Southern League Division One | 5            | 1            | 0      | 0      | 5    | 1    |
| Stoke               | 1912–13             | Southern League Division One | 22           | 0            | 2      | 0      | 24   | 0    |
| Tổng cộng sự nghiệp | Tổng cộng sự nghiệp | Tổng cộng sự nghiệp          | 29           | 1            | 2      | 0      | 31   | 1    |